# Meurtre mystérieux à Manhattan
Pour plus de détails, voir Fiche technique et Distribution.
Meurtre mystérieux à Manhattan (Manhattan Murder Mystery) est un film américain réalisé par Woody Allen, sorti en 1993.

## Synopsis
Carol et Larry Lipton vivent une vie confortable dans un luxueux appartement de Manhattan. Ils font la connaissance de leurs voisins, un couple plus âgé. Le lendemain, la femme décède brutalement d'une crise cardiaque. Carol n'arrive pas à croire à ce décès soudain et se met à enquêter sur ce veuf un peu trop joyeux.  Elle entraîne dans ses investigations son mari Larry, qui préférerait de beaucoup la tranquillité de son foyer, surtout quand les menaces et dangers se mettent à pleuvoir sur ce couple d'enquêteurs improvisés. Mais Carol trouve une oreille attentive auprès de Ted, récemment divorcé, pendant que Larry rencontre une autrice, Marcia, diablement séduisante. Les tribulations liées à l'enquête vont ressouder leur couple qui commençait à s'ennuyer et rapprocher Ted et Marcia. On notera de petits clins d'œil à Hitchcock et un hommage à Orson Welles.

## Fiche technique
- Titre : Meurtre mystérieux à Manhattan
- Titre original : Manhattan Murder Mystery
- Réalisation : Woody Allen
- Scénario : Woody Allen et Marshall Brickman
- Musique : Cole Porter, Erroll Garner, Richard Wagner
- Costumes : Jeffrey Kurland
- Photographie : Carlo Di Palma
- Montage : Susan E. Morse
- Production : Robert Greenhut
- Société de production et de distribution : TriStar Pictures
- Pays d'origine : États-Unis
- Langue : anglais
- Format : couleurs - 1,85:1 - son Dolby SR -  35 mm
- Genre : comédie policière
- Durée : 108 minutes
- Dates de sortie :
  - États-Unis : 18 août 1993
  - France : 13 octobre 1993

## Distribution
- Woody Allen (VF : Bernard Murat) : Larry Lipton
- Diane Keaton (VF : Béatrice Delfe[1]) : Carol Lipton
- Anjelica Huston (VF : Monique Thierry) : Marcia Fox
- Alan Alda : Ted
- Jerry Adler : Paul House
- Lynn Cohen : Lillian House
- Melanie Norris : Helen Moss
- Marge Redmond : Mme Dalton
- Joy Behar : Marilyn
- Ron Rifkin (VF : Jean Barney) : Sy
- Zach Braff : Nick Lipton

## Autour du film
- Le film marque les retrouvailles entre Woody Allen et l'actrice Diane Keaton, à la suite de la séparation houleuse du réalisateur avec Mia Farrow.
- Dans le rôle du fils, Zach Braff, le futur héros de Scrubs, fait sa première apparition au cinéma.
- Au début du film, les personnages regardent Assurance sur la mort, de Billy Wilder, film noir qui va stimuler l'imagination quant à un possible meurtre.
- À la fin du film, des coups de feu ont lieu pendant une projection de La Dame de Shanghai d'Orson Welles, reproduisant les effets de miroirs et de désorientation du film de Welles.
- La présence de ces deux œuvres, liées à l'action de celle où elles apparaissent, font de Meurtre mystérieux à Manhattan un exemple de film contenant un film, un procédé fréquent chez Woody Allen.
- Alors que le personnage joué par Woody Allen lui-même a promis à son épouse d'assister à un opéra de Wagner, on les voit sortir (bien) avant la fin et, pour s'excuser, il a cette réplique culte : « Je ne peux pas écouter trop de Wagner, ça me donne envie d'envahir la Pologne. »

## Distinctions
- 1994 : nomination au César pour le meilleur film étranger
- 1994 : nomination aux Golden Globes pour Diane Keaton dans la catégorie meilleure actrice